# 銀椅
《銀椅》（英語：The Silver Chair）是兒童奇幻文學《納尼亞傳奇》系列的其中一部分，由英國作家C·S·路易斯所創作。《銀椅》是第四本寫成，但卻是全系列中按时间顺序排行第六的書。此書是少數《納尼亞傳奇》的四個主角（彼得、蘇珊、愛德蒙、露西）都沒有出現的書（另一本為《魔法師的外甥》）。C·S·路易斯是為了尼可拉斯·哈帝創作此書。

## 主角人物
- 尤斯提·史瓜：在《黎明行者號》中出現的男孩，是皮芬家的親戚。
- 姬兒（英语：Jill Pole）：尤斯提在學校的同學。
- 賈斯潘國王：賈斯潘十世，納尼亞王國的國王。
- 泥桿兒：沼澤族人，尤斯提與姬兒的嚮導。
- 綠衣女士：統治下界（英语：Underland (Narnia)）的女王，一心想統治納尼亞。
- 瑞里安（英语：Rilian）王子：賈斯潘十世之子，因為母親復仇而失蹤。

## 內容撮要
十年前，賈斯潘十世之子瑞里安與時為皇后的母親到北部騎馬玩樂，皇后遭到綠色巨蛇咬傷手部、王子舉劍驅趕綠蛇仍然無法救回母親。尋仇未果的瑞里安被再次出現的大蛇捉去後，納尼亞的境內再找不到王子的足跡。
1942年的英國，曾在《黎明行者號》中出現的尤斯提·史瓜，和他的同學姬兒·波爾。他們就讀的英國實驗學校，在校園角落欺凌事件層出不窮，尤斯提為了安慰被欺負的同校女孩姬兒，便跟他談起納尼亞，幾分鐘後他們為了躲避校園惡霸，發現居然又被神奇力量召喚到納尼亞。他們遇見獅王亞斯藍，亞斯藍透露今次召他們來的目的是希望他們能找回失蹤了的瑞里安王子，而納尼亞時間亦已經從《黎明行者號》時飛逝了五十年，年老賈斯潘國王已經非常衰弱了，所以重新找回皇位繼承者瑞里安王子的行動是非常急切的。亞斯藍給予四個指引給姬兒，命她和尤斯提一定要成功把瑞里安王子救回來。然後，亞斯藍把他們送往納尼亞。
到達納尼亞後，他們看見了年老的賈斯潘國王正在登上黎明行者號，希望到泰瑞賓西亞尋找亞斯藍，請教他該任命誰為國王，並再次到訪世界東方的盡頭。尤斯提卻沒有上前問侯國王，從而失去得到安排一切的機會；所幸貓頭鷹高林羽為他們安排了一名沼澤人泥桿兒沿路協助他們，並告知王子是如何失蹤的。
尤斯提和姬兒到達沼澤，與泥桿兒會合後，便渡過了雪利波河，進入了艾汀斯荒地。自此，他們離開了納尼亞的國土，前往北方荒地。一路上他們經歷了惡劣的天氣以及巨人襲擊。此後他們遇到了一名綠衣女士及一名年輕黑衣騎士，他們指引尤斯提到巨人的都城參加節日活動。最後抵達了巨人族的都城哈方。
三人在哈方城得到了巨人們熱情的接待，卻隨著日子過去漸漸忘了本來的行動目的。姬兒從食譜得知人類正是巨人的美食而帶著夥伴逃到一個巨人族的廢城，在巨人的追趕下進入下界。
他們到達了下界女王的黑暗城堡，並遇到了路上曾經遇見、而今被綁在「銀椅」上的武士。武士告訴他們魔法會定期發作，並勸告他們不要為自己鬆綁。魔法發作之際武士宣稱自己是他們要找的王子，尤斯提按照亞斯藍當時的指示呼喊「以亞斯藍之名」替他鬆綁後，武士立刻揮劍斬斷椅子，魔法永久失效。原來，下界女王在「銀椅」上施了魔法，使王子失去原來的意識。
見到計畫失策的下界女王（即綠衣女士）以琴聲試圖洗腦四人，然而法術隨著泥桿兒踩熄火堆失效，王子也和現出真身—一條綠色巨蟒的女王決戰並將之斬首，完成替母親復仇的任務。尤斯提他們逃離失去女王而崩毀的下界回到納尼亞。回到凱爾帕拉瓦宮的同時，賈斯潘國王得到了亞斯藍的指引，同時回到港口；可是，國王卻被人抬下船不能行走，並在擁抱一下王子後便離開人世；瑞里安王子繼承了賈斯潘國王的皇位。
已死的賈斯潘被帶回亞斯藍的國度，被亞斯藍以血復活並回復青春、其後請求亞斯藍讓他一起前往尤斯提的世界；他與亞斯藍、尤斯提和姬兒嚇唬聚在圍牆附近的寄宿學校學生以及督學後回到亞斯藍的國度。督學向警察局報案稱有獅子在校園出沒，但當警察聞訊趕來，卻發現那片牆完好如初，更沒有什麼獅子的蹤跡；反而讓自己被迫下台、霸凌姬兒的同學更在調查間遭到開除學籍。

## 寓意
作者路易斯在1961年的一封信件中表示《銀椅》說的是「對抗黑暗力量的持續戰爭」。

## 電影、電視劇改編
- 英國廣播公司於1990年播出一系列改編自銀椅的電視劇。這是英國廣播公司第四次、也是最後一次改編納尼亞傳奇。[5]
- 二十世紀霍士 正在拍攝納尼亞傳奇系列，並在不久的將來會由三星影業接手拍攝銀椅。[6][7]

## 外部連結
- 納尼亞書迷會